# Teilhet (Ariège)
Teilhet è un comune francese di 188 abitanti situato nel dipartimento dell'Ariège nella regione dell'Occitania.

## Società

### Evoluzione demografica
Abitanti censiti